# Cercyon adumbratus
Cercyon adumbratus är en skalbaggsart som beskrevs av Mannerheim 1843. Cercyon adumbratus ingår i släktet Cercyon och familjen palpbaggar. Inga underarter finns listade i Catalogue of Life.